# Meioneta serratula
Meioneta serratula là một loài nhện trong họ Linyphiidae.
Loài này thuộc chi Meioneta. Meioneta serratula được Jörg Wunderlich miêu tả năm 1995.